# Le Boulou
Le Boulou (em catalão:  El Voló) é uma comuna francesa na região administrativa da Occitânia, no departamento dos Pirenéus Orientais. Estende-se por uma área de 14.42 km², e possui 5.396 habitantes, segundo o censo de 2018, com uma densidade de 370 hab/km².